# Eria dayana
Eria dayana är en orkidéart som beskrevs av Heinrich Gustav Reichenbach. Eria dayana ingår i släktet Eria och familjen orkidéer.
Artens utbredningsområde är Burma. Inga underarter finns listade i Catalogue of Life.